# Mario Paonessa
Mario Paonessa (* 9. Dezember 1990 in Vico Equense) ist ein italienischer Ruderer. Bei Weltmeisterschaften erruderte er 2016 und 2017 je eine Bronzemedaille, bei Europameisterschaften erhielt er 2012 eine Silbermedaille und 2011 eine Bronzemedaille.

## Sportliche Karriere
Mario Paonessa begann 2000 mit dem Rudersport. Bei den Junioren-Weltmeisterschaften 2007 belegte er mit dem Achter den vierten Platz. Ein Jahr später gewann er die Bronzemedaille im Doppelvierer bei den Junioren-Weltmeisterschaften 2008. 2009 belegte er zusammen mit Domenico De Cristofaro den sechsten Platz im Zweier ohne Steuermann bei den U23-Weltmeisterschaften. Bei den Europameisterschaften im gleichen Jahr trat er im Zweier mit Andrea Tranquilli an und erreichte den zehnten Platz. 2010 ruderte Paonessa im Ruder-Weltcup im italienischen Achter. Bei den U23-Weltmeisterschaften bildete er einen Vierer ohne Steuermann mit Francesco Fossi, Vincenzo Capelli und Andrea Palmisano, die Crew gewann den U23-Titel. In der gleichen Besetzung startete der Vierer auch bei den Europameisterschaften in Montemor und belegte den vierten Platz, zum Saisonabschluss wurden die Italiener Sechste der Weltmeisterschaften 2010. Bei den U23-Weltmeisterschaften 2011 trat der italienische Vierer ohne Steuermann mit Marco Di Costanzo, Maria Paonessa, Simone Ponti und Giuseppe Vicino an und gewann die Silbermedaille hinter dem deutschen Boot. Fünf Wochen später bei den Weltmeisterschaften 2011 ruderten Mario Paonessa, Francesco Fossi, Luca Agamennoni und Andrea Palmisano auf den zehnten Platz und waren dabei das sechstbeste europäische Team. Zwei Wochen später gewannen die vier Italiener die Bronzemedaille bei den Europameisterschaften in Plowdiw. Bei den Olympischen Spielen 2012 auf dem Dorney Lake trat Paonessa ebenfalls im Vierer an. Luca Agamennoni, Vincenzo Capelli, Mario Paonessa und Simone Venier belegten den achten Platz. Zum Saisonausklang des Olympiajahres fanden in Varese die Europameisterschaften 2012 statt, dort gewann Paonessa mit dem italienischen Achter die Silbermedaille.
2013 bei den Europameisterschaften in Sevilla belegte der italienische Vierer mit Giuseppe Vicino, Mario Paonessa, Sergio Canciani und Vincenzo Capelli den sechsten Platz. In der Besetzung Matteo Lodo, Paolo Perino, Mario Paonessa und Giuseppe Vicino erreichte der Vierer den vierten Platz bei den Weltmeisterschaften 2013. Ein Jahr später bei den Weltmeisterschaften 2014 in Amsterdam belegten Vincenzo Abbagnale, Mario Paonessa, Matteo Lodo und Giuseppe Vicino den siebten Platz. 2015 ruderte Paonessa im Doppelvierer, der in der Besetzung Simone Venier, Mario Paonessa, Francesco Cardaioli und Francesco Fossi auf den zehnten Platz bei den Weltmeisterschaften 2015 ruderte. 2016 qualifizierte sich Paonessa mit dem italienischen Achter für die Olympischen Spiele in Rio de Janeiro und belegte dort den siebten Platz. Er trat auch noch bei den Weltmeisterschaften 2016 in den nichtolympischen Bootsklassen an. Zusammen mit Vincenzo Capelli und Steuermann Andrea Riva gewann er die Bronzemedaille im Zweier mit Steuermann.
2017 trat Paonessa im Achter an. Nach einem achten Platz bei den Europameisterschaften gewann der Achter die Bronzemedaille bei den Weltmeisterschaften in Sarasota. 2018 verpasste der italienische Achter zweimal die Medaillenränge mit dem vierten Platz bei den Europameisterschaften in Glasgow und dem fünften Platz bei den Weltmeisterschaften in Plowdiw. 2019 folgten der sechste Platz bei den Europameisterschaften in Luzern und der neunte Platz bei den Weltmeisterschaften in Linz/Ottensheim.
Der 1,90 m große Mario Paonessa ist Angehöriger der Guardia di Finanza und deren Sportvereinigung Fiamme Gialle.